# Allogalumna borhidii
Allogalumna borhidii är en kvalsterart som beskrevs av Balogh och Sandór Mahunka 1979. Allogalumna borhidii ingår i släktet Allogalumna och familjen Galumnidae. Inga underarter finns listade i Catalogue of Life.